# Neuer Markt 2 (Stralsund)
Das Haus mit der postalischen Adresse Neuer Markt 2 ist ein denkmalgeschütztes Gebäude im Stralsunder Stadtgebiet Altstadt am Neuen Markt.

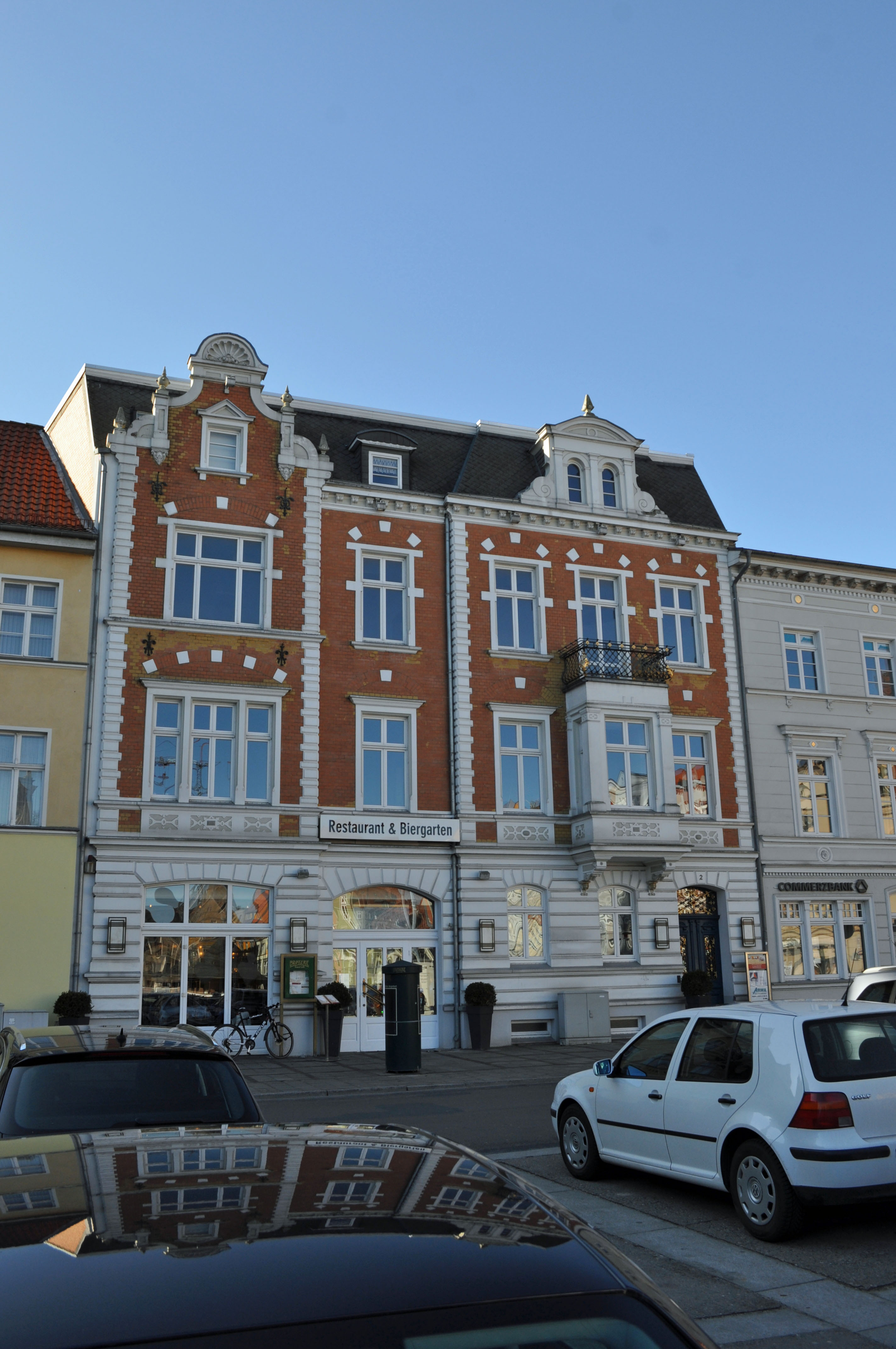
Das Haus Neuer Markt 2 in Stralsund (2012)

Das Gebäude wurde am Ende des 19. Jahrhunderts durch den Kaufmann Hoge errichtet. Das dreigeschossige, fünfachsige Haus weist eine Fassade im Stil der Neorenaissance auf. Das Erdgeschoss ist mit einer Putzbänderung gestaltet, die beiden Obergeschosse in Backstein mit Putzgliederung ausgeführt.
Die linke, leicht vorgezogene, breite Fensterachse krönt ein Giebel, die drei rechten Achsen sind ebenfalls leicht vorgezogen; die mittlere dieser drei Achsen ist mit einem Erker versehen und von einem Zwerchhaus gekrönt.
Ende der 1970er Jahre wurden die Lagerräume im Erdgeschoss durch polnische Bauleute umgestaltet. Im Jahr 1978 eröffnete die Gaststätte „Gedania“. In den Jahren 1994 und 1995 wurde das Gebäude saniert. Im Jahr 1997 wurde die Gaststätte „Brasserie“ eröffnet.
Das Haus liegt im Kerngebiet des von der UNESCO als Weltkulturerbe anerkannten Stadtgebietes des Kulturgutes „Historische Altstädte Stralsund und Wismar“. In die Liste der Baudenkmale in Stralsund ist es mit der Nummer 593 eingetragen.